# 國民教育家長關注組
國民教育家長關注組，是由於香港在2010年籌備在小一至中六增加新必修科德育及國民教育科（簡稱「國民教育」），是由香港家長組成的團體，民間反對國民教育科大聯盟的成員之一，在2012年7月成立，一個月內已有五千名成員加入。
國民教育家長關注組的訴求是要求教育局立即撤回《德育及國民教育科課程指引》，除了深入認識中國外，也應加入更能與世界接軌的公民教育內容，在教育中培養學生的批判思考能力等。
香港政府在2012年10月8日宣佈擱置課程指引，德育及國民教育科改為非強制性開展的獨立學科，由各校決定是否可開展。

## 相關
- 德育及國民教育科